# Humano kloniranje
Humano kloniranje, stvaranje genski identične kopije čovjeka. Naziv se općenito rabi za označivanje artificijelnog humanog kloniranja, tj. reprodukcije čovječjih stanica i tkiva, i nije dio medicinske prakse nigdje u svijetu. Ono se ne odnosi na identične blizance. Mogućnost humanog kloniranja izazvala je kontroverzije.
Obično se u raspravama spominju dva tipa teoretskog humanog kloniranja: terapeutsko kloniranje i reproduktivno kloniranje. Terapeutsko kloniranje obuhvaćalo bi kloniranje stanica uzetih iz čovjeka radi uporabe u medicini i transplantatima te je aktivno područje istraživanja. Dvije uobičajene metode terapeutskog kloniranja koje se sada istražuju jesu: prijenos jezgara somatskih stanica i, odnedavno, indukcija pluripotentnih matičnih stanica. Reproduktivno kloniranje obuhvaćalo bi stvaranje potpuno klonirana čovjeka umjesto tek specifičnih stanica ili tkiva.

## Preporučena literatura
- Araujo, Robert John, “The UN Declaration on Human Cloning: a survey and assessment of the debate,” 7 The National Catholic Bioethics Quarterly 129 - 149 (2007).
- Oregonsko zdravstveno i znanstveno sveučilište. "Human skin cells converted into embryonic stem cells: First time human stem cells have been produced via nuclear transfer." ScienceDaily. ScienceDaily, 15. svibnja 2013. <www.sciencedaily.com/releases/2013/05/130515125030.htm>.

## Vanjske poveznice
- "Variations and voids: the regulation of human cloning around the world", akademski članci S. Pattinsona & T. Caulfielda
- Moving Toward the Clonal Man
- Should We Really Fear Reproductive Human Cloning
- United Nation declares law against cloning.[neaktivna poveznica]
- GENERAL ASSEMBLY ADOPTS UNITED NATIONS DECLARATION ON HUMAN CLONING BY VOTE OF 84-34-37
- Cloning Fact Sheet
- How Human Cloning Will Work